# NGC 1740
NGC 1740 (również PGC 16589) – galaktyka eliptyczna (E-S0), znajdująca się w gwiazdozbiorze Oriona. Odkrył ją John Herschel 11 lutego 1830 roku.